# Enciu, Bistrița-Năsăud
Enciu, mai demult Ienciu (în dialectul săsesc Intsch, în germană Entsch, Intsch, în maghiară Szászencs, Encs) este un sat în comuna Matei din județul Bistrița-Năsăud, Transilvania, România.

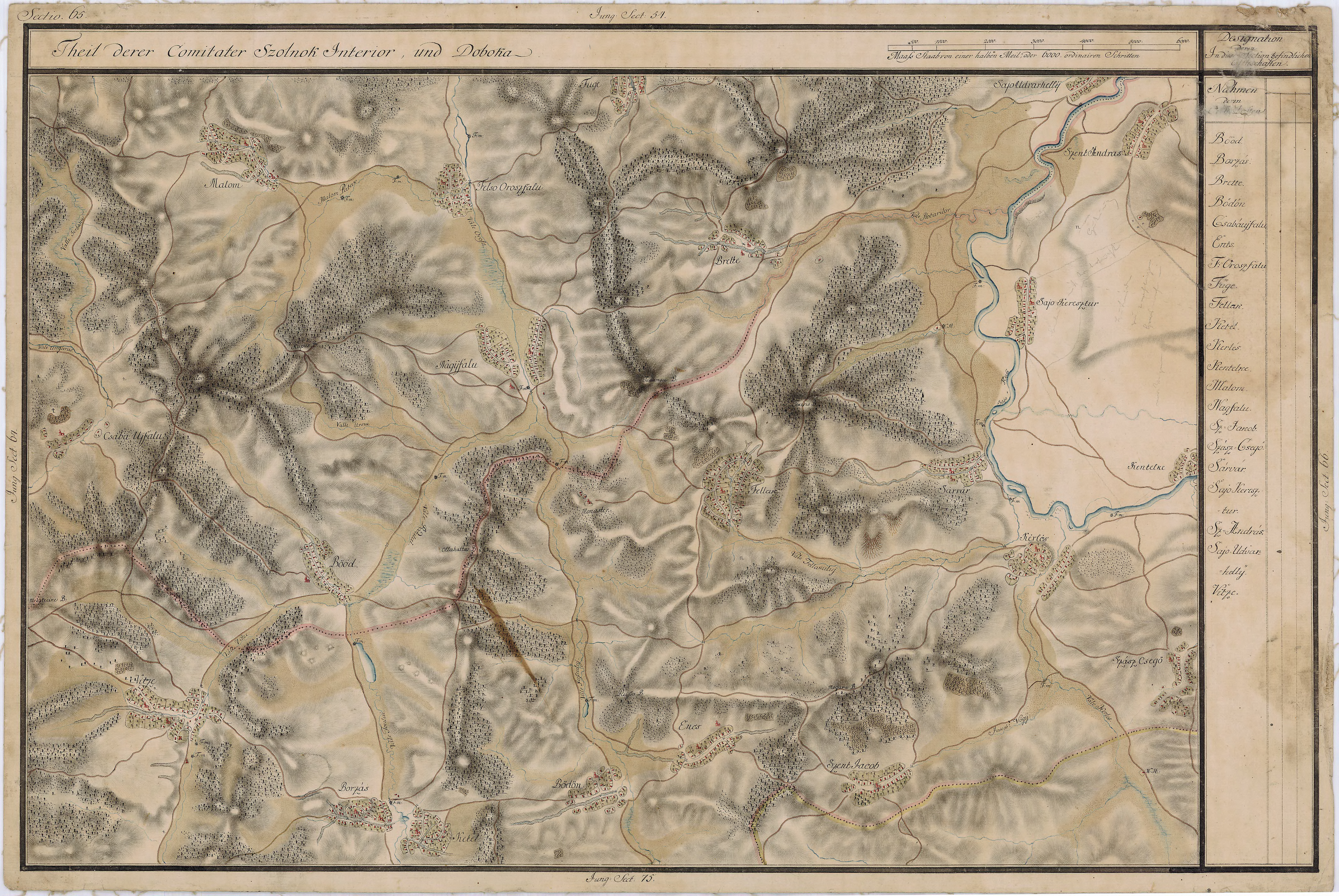
Enciu pe Harta Iosefină a Transilvaniei, 1769-73

## Personalități
- Ioan Mircea Prahase, profesor, senator
- Auxențiu Mureșan (1852 -1932), deputat în Marea Adunare Națională de la Alba Iulia 1918

## Date geologice
În subsolul localității se găsește un masiv de sare.

## Imagini

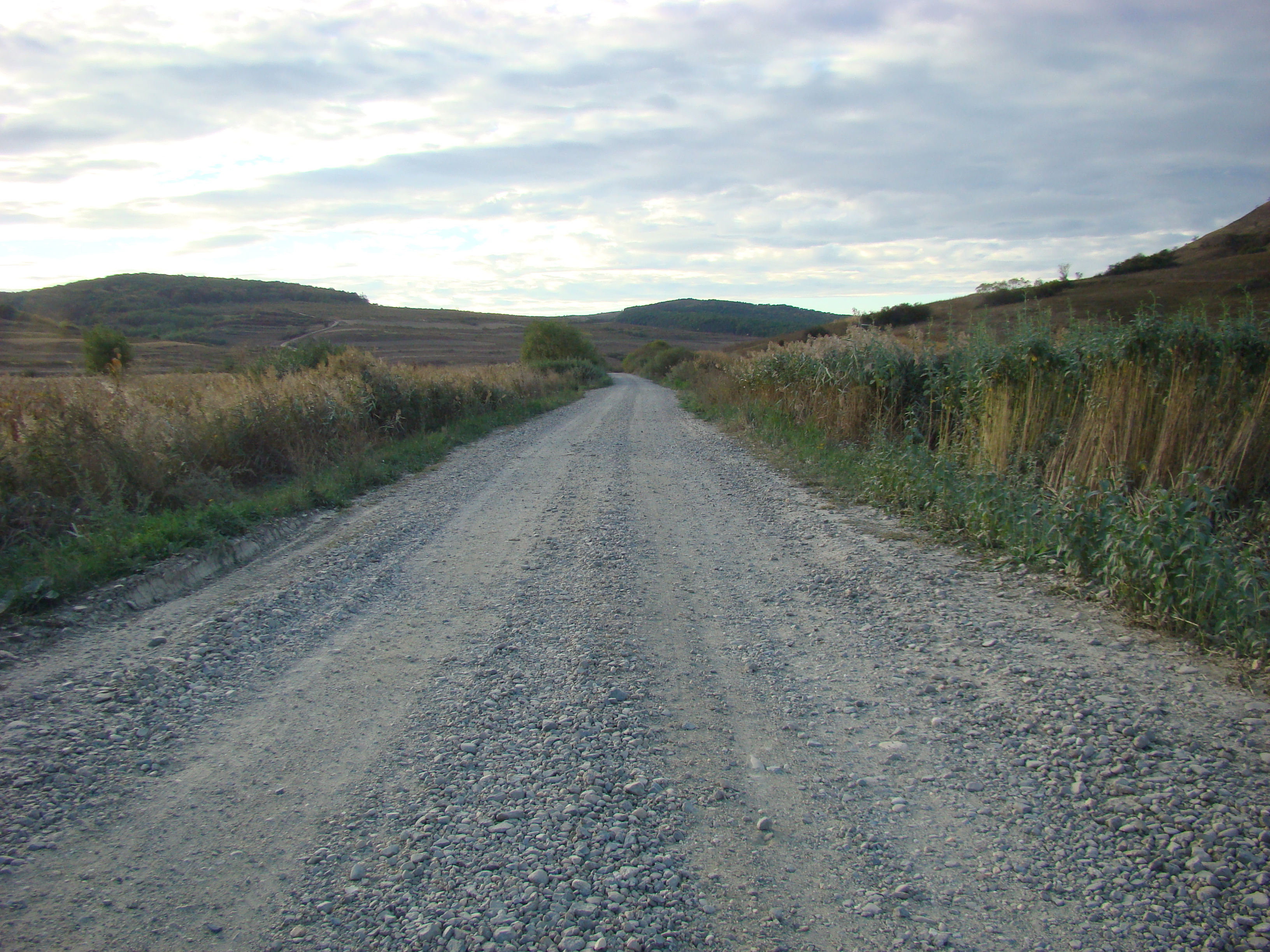
Drumul Nușeni-Enciu
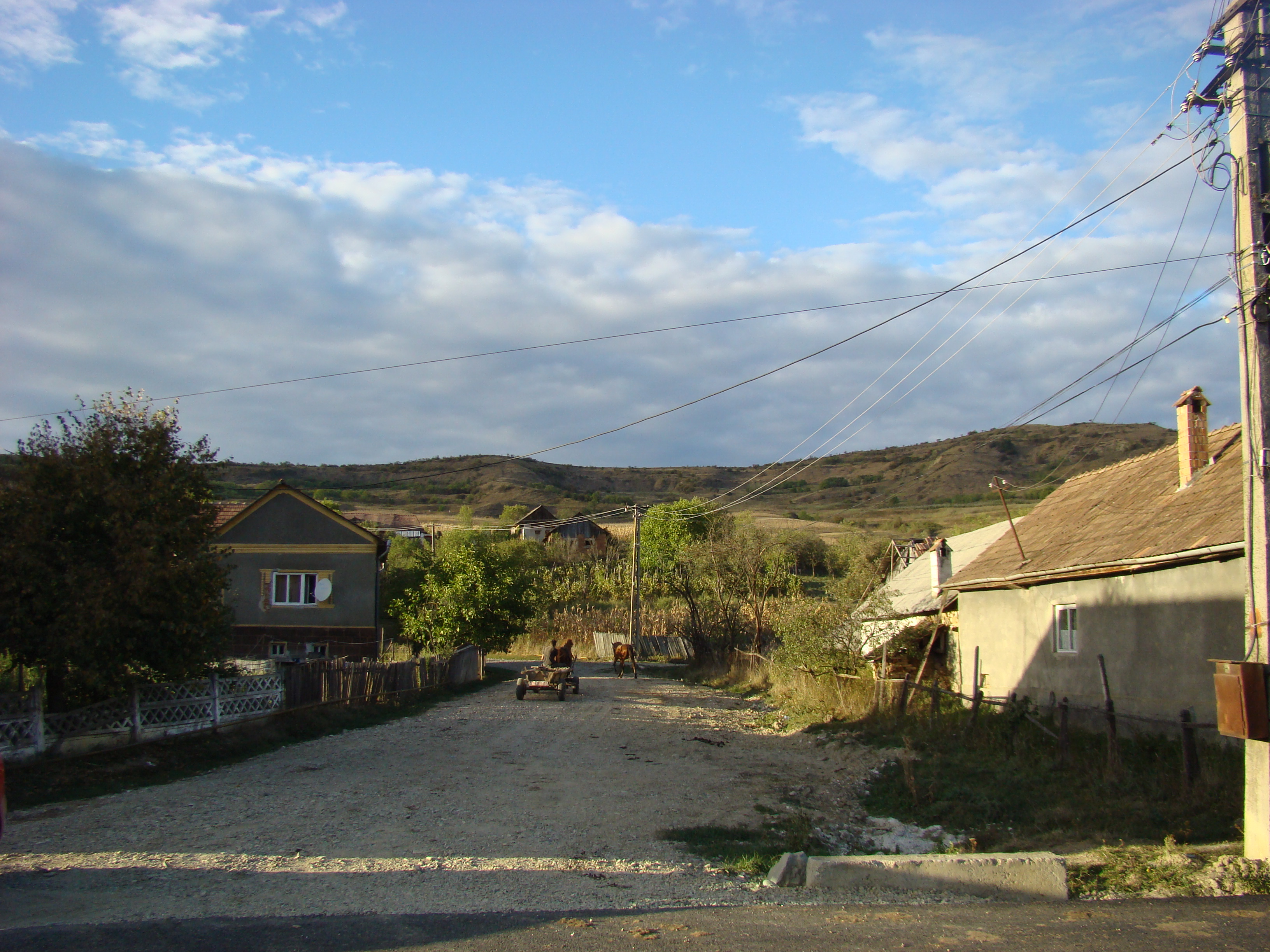
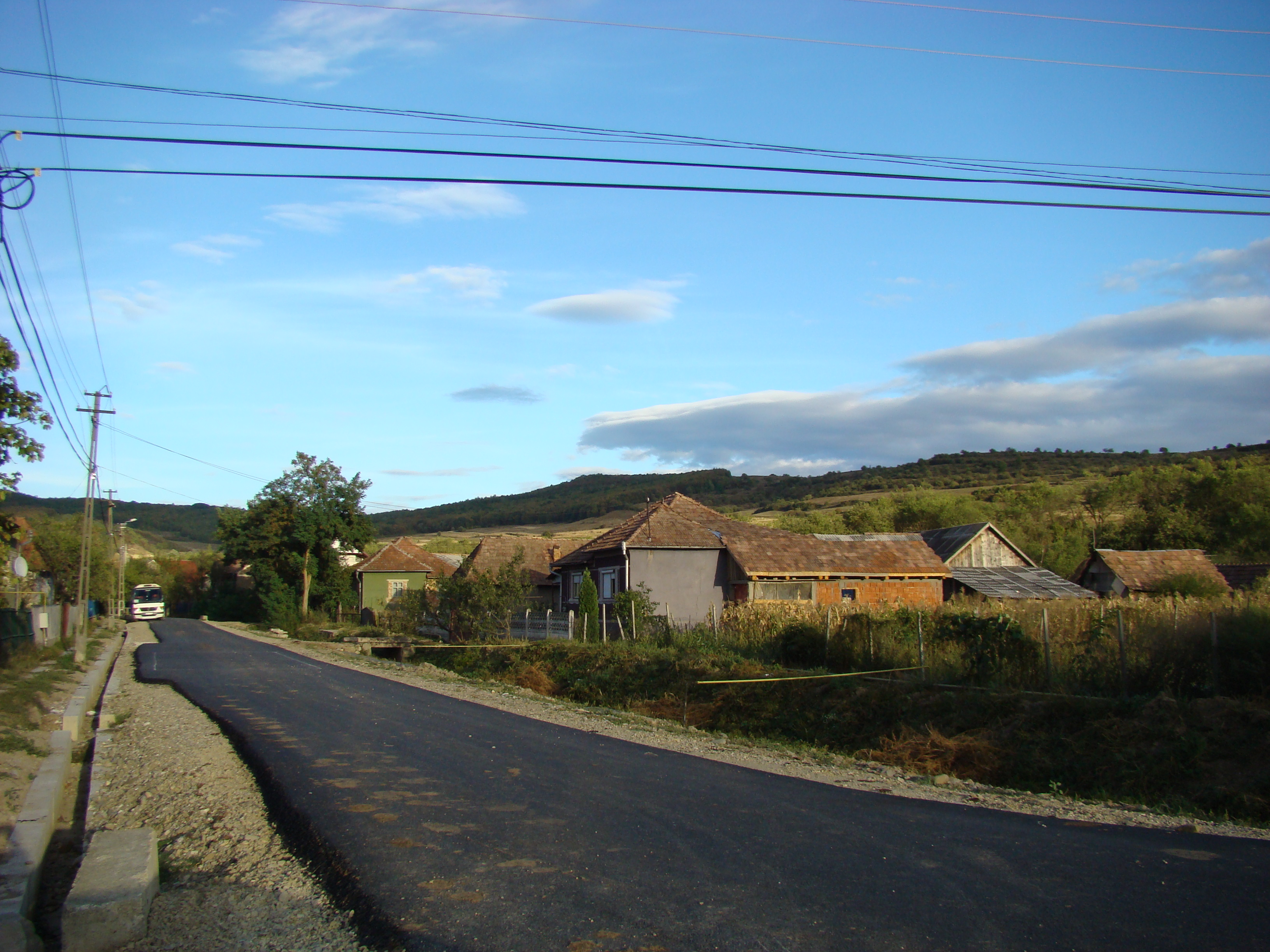